# Suzuki-gun
Palmarès
voir ici
Suzuki-gun (鈴木軍, Suzukigun), signifiant "l'armée de Suzuki", est un clan de catcheurs heel appartenant à la Pro Wrestling NOAH et la New Japan Pro Wrestling deux fédérations de catch japonaise, fondée en janvier 2011 par Satoshi Kojima, sous le nom de Kojima-gun (小島軍, Kojimagun). Le clan changea de nom lorsqu'il fut repris en mai 2011 par Minoru Suzuki. Suzuki-gun a eu depuis plusieurs nouveaux membres.

## Carrière

### New Japan Pro Wrestling (2011-…)

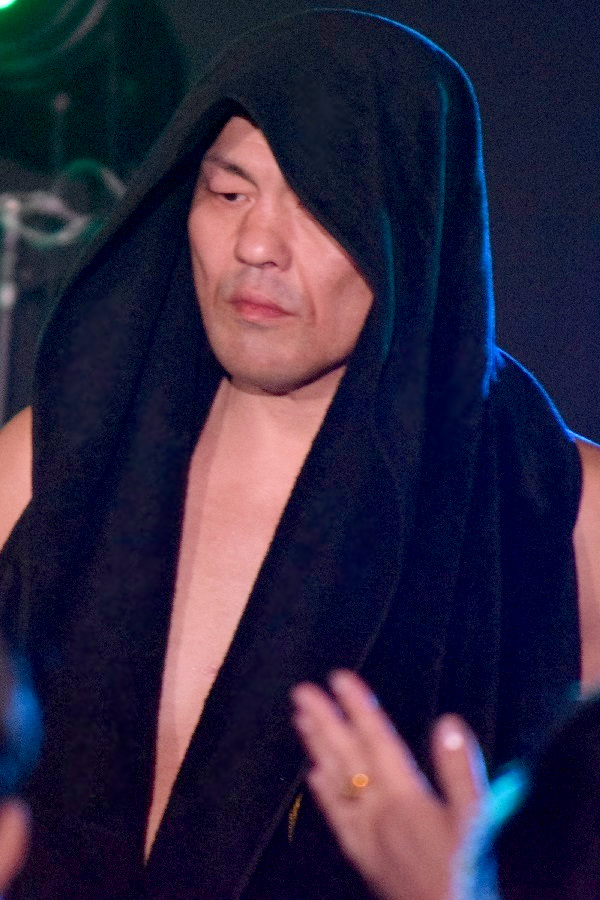
Minoru Suzuki, le leader de Suzuki-gun

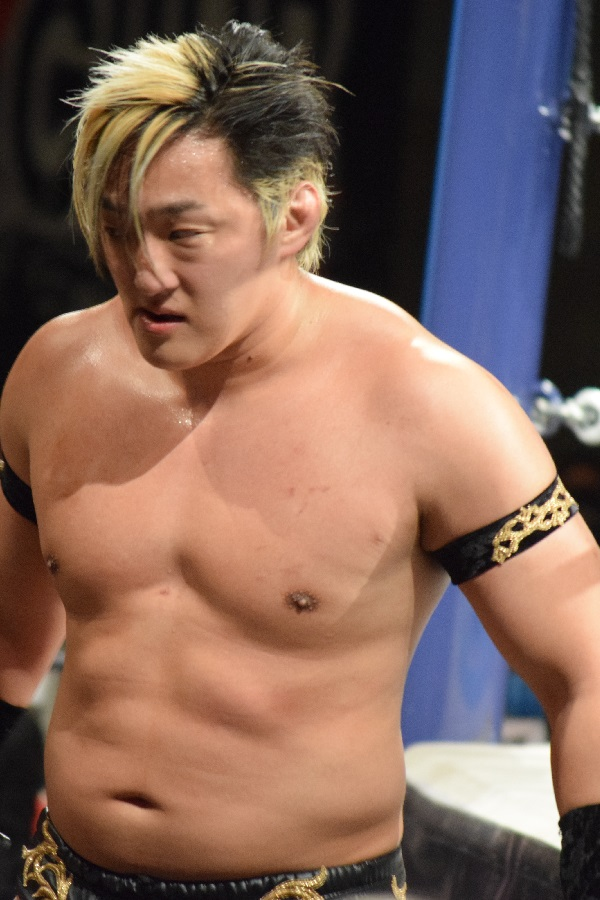
Taichi, membre fondateur de Kojima-gun et Suzuki-gun

Le 12 décembre 2010, Taichi retourne à la New Japan Pro Wrestling, revenant de sa dernière à la Consejo Mundial de Lucha Libre, accompagnant le IWGP Heavyweight Champion Satoshi Kojima à un match où ce dernier conserve son titre contre Shinsuke Nakamura. Kojima continue de s'associer avec Taichi lors des événements de la semaine suivante,, et le 23 décembre, ils sont rejoints par Nosawa Rongai et Taka Michinoku. Le 28 janvier 2011, Kojima nomme officiellement le groupe "Kojima-gun".
Minoru Suzuki et Lance Archer participent ensuite au G1 Tag League 2011, ou ils remportent quatre matchs pour une défaites, se qualifiant pour la demi-finale du tournoi. Le 6 novembre, ils battent Chaos Top Team (Shinsuke Nakamura et Toru Yano) en demi-finale et les IWGP Tag Team Champions Bad Intentions (Giant Bernard et Karl Anderson) en finale pour remporter le tournoi.
Le 18 mars, Lance Archer et Yoshihiro Takayama perdent contre Tencozy (Hiroyoshi Tenzan et Satoshi Kojima) et ne remportent pas les IWGP Tag Team Championship.
Le 13 août, Harry Smith a été révélé comme le partenaire de Archer et le nouveau membre de Suzuki-gun.
Lors de King of Pro-Wrestling 2012, Davey Boy Smith, Jr. et Lance Archer, maintenant connu collectivement comme Killer Elite Squad (K.E.S), battent Tencozy et remportent les IWGP Tag Team Championship, apportant leur premier titre à Suzuki-gun et dans le main event du show, Minoru Suzuki perd contre Hiroshi Tanahashi et ne remporte pas le IWGP Heavyweight Championship,.
Lors de Wrestle Kingdom 7, K.E.S conservent leur IWGP Tag Team Championship contre Sword & Guns tandis que Minoru Suzuki perd contre Yūji Nagata dans un autre chapitre de leur longue rivalité,.
Ensuite, Suzuki-gun a commencé à rivaliser avec l'autre groupe heel de la NJPW, Chaos,,. À la fin de Janvier, Taichi a été mis sur la touche avec une blessure au genou à la suite d'un accident de la circulation, qui a conduit à Suzuki-gun recruter un autre stagiaire de Taka Michinoku, Hiro Tonai, comme son remplacement pour les événements de février.
Le 3 mars, Lance Archer perd contre Shinsuke Nakamura et ne remporte pas le IWGP Intercontinental Championship.

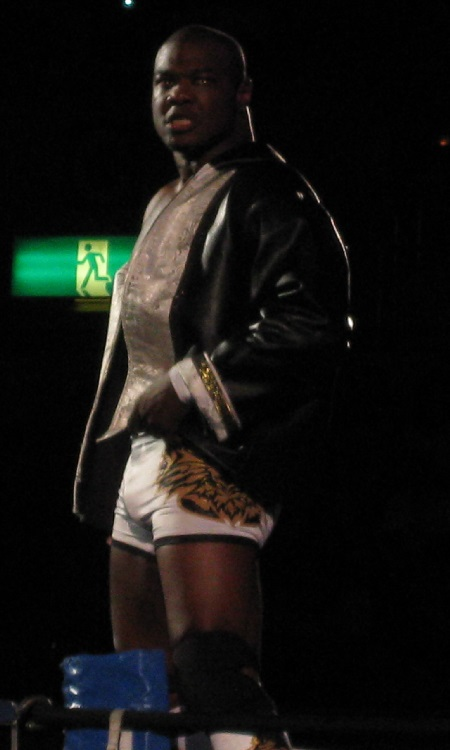
Shelton X Benjamin

Le 20 avril, le membre le plus récent c'est révélé être l'ancien trois fois WWE Intercontinental Champion Shelton X Benjamin.

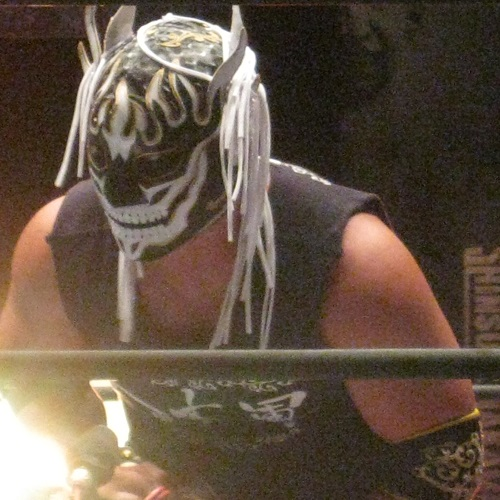
El Desperado, une partie du trio "Suzuki-gun Junior"

Le 4 juillet, El Desperado rejoint Suzuki-gun, annonçant son intention de ramener le IWGP Junior Heavyweight Championship dans le groupe,.
Lors de Destruction in Okayama 2014, El Desperado et Taichi perdent contre Time Splitters (Alex Shelley et Kushida) et ne remportent pas les IWGP Junior Heavyweight Tag Team Championship.
Lors de King of Pro-Wrestling 2014, K.E.S bat Tencozy pour remporter les NWA World Tag Team Championship pour la seconde fois tandis que El Desperado perd contre Ryusuke Taguchi pour le IWGP Junior Heavyweight Championship.
Lors de Wrestle Kingdom 9 in Tokyo Dome, Minoru Suzuki bat Kazushi Sakuraba tandis que Shelton X Benjamin, Takashi Iizuka et K.E.S perdent contre Naomichi Marufuji, Toru Yano et TMDK (Mikey Nicholls et Shane Haste). Lors de NJPW New Year Dash 2015, El Desperado perd contre Jushin Thunder Liger et ne remporte pas le NWA World Junior Heavyweight Championship,.

### Invasion de la Pro Wrestling NOAH (2015-2016)
Le lendemain de Wrestle Kingdom 9 in Tokyo Dome, Suzuki-gun déclare la guerre à Naomichi Marufuji et TMDK pour avoir fait équipe avec Toru Yano lors de ce show. Le 10 janvier, L'ensemble de Suzuki-gun a fait une apparition surprise à la Pro Wrestling Noah en attaquant Naomichi Marufuji qui avait conservé son GHC Heavyweight Championship dans le Maint Event du show. Suzuki a porté son Gotch-Style Piledriver sur Marufuji et ses coéquipiers ont attaqué tous ceux qui ont essayé d'entrer dans le ring pour l'arrêter, y compris les nouveaux GHC Tag Team Champions TMDK et le GHC Junior Heavyweight Champion Atsushi Kotoge,. Les membres de Suzuki-gun font leurs débuts dans le ring de la Noah le 12 janvier où El Desperado bat Hitoshi Kumano, Archer, Iizuka et Smith battent TMDK (Nicholls, Haste et Jonah Rock), et Suzuki, Benjamin, Michinoku et Taichi battent Brave (Marufuji, Kotoge, Muhammad Yone et Taiji Ishimori). Au cours des quatre semaines suivantes, tous les membres de Suzuki-gun ont également travaillé pour tous les événements ultérieurs de la NOAH. Le 11 février, K.E.S bat TMDK pour remporter les GHC Tag Team Championship,,. Le 15 mars, El Desperado et Taka Michinoku battent Choukibou-gun (Hajime Ohara et Kenoh) et No Mercy (Daisuke Harada et Genba Hirayanagi) et remportent les GHC Junior Heavyweight Tag Team Championship et Taichi bat Atsushi Kotoge pour remporter le GHC Junior Heavyweight Championship,,. K.E.S bat TMDK pour conserver les GHC Tag Team Championship,. Dans le main event, Minoru Suzuki termine la table rase de Suzuki-gun en battant Naomichi Marufuji pour remporter le GHC Heavyweight Championship,.
La domination de Suzuki-gun a conduit à un scénario où tous les groupes de la Noah, les Heels inclus, se sont réunis afin de récupérer les titres. Le 28 mars, Yoshihiro Takayama a officiellement rompu son affiliation avec Suzuki-gun en annonçant sa fidélité à la Noah,. Le 11 avril, les Suzuki-gun's junior heavyweight champions conservent leur titres avec El Desperado et Michinoku battant Hajime Ohara et Kenoh et Taichi battant Taiji Ishimori. Plus tard mois ce même mois, Suzuki-gun participe au Global Tag League 2015 en étant représenté par deux équipes; Suzuki et Iizuka et K.E.S. Benjamin prend également part au tournoi en faisant équipe avec Brian Breaker. K.E.S arrive jusqu'en finale du tournoi ou ils perdent contre Dangan Yankies (Masato Tanaka et Takashi Sugiura),. Le 10 mai, les quatre titres de Suzuki-gun ont été mis en jeu et tous ont été défendus avec succès. Premièrement, El Desperado et Taka Michinoku conservent les GHC Junior Heavyweight Tag Team Championship contre Yoshinari Ogawa et Zack Sabre, Jr., puis aident Taichi à conserver le GHC Junior Heavyweight Championship contre Atsushi Kotoge,,.
Le 23 décembre, lors de Destiny 2015, l'événement représentant le 15éme anniversaire de la fédération, El Desperado et Taka Michinoku perdent contre Momo no Seishun Tag et ne remportent pas les GHC Junior Heavyweight Tag Team Championship, tandis que Taichi perd le GHC Junior Heavyweight Championship contre Taiji Ishimori et K.E.S conservent les GHC Tag Team Championship contre Big in USA. Dans le main event, avec l'avenir de la Noah soi - disant en jeu, Minoru Suzuki perd le GHC Heavyweight Championship contre le vainqueur du Global League 2015 Naomichi Marufuji. Au cours de la célébration de Marufuji, Takashi Sugiura se retourne contre lui et la Noah et rejoint Suzuki-gun,.

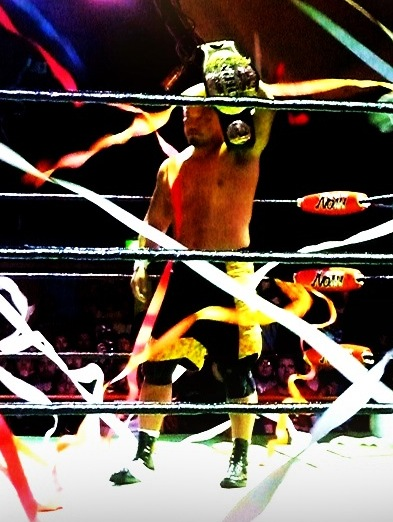
Takashi Sugiura, qui a été deux fois GHC Heavyweight Champion en tant que membre du groupe

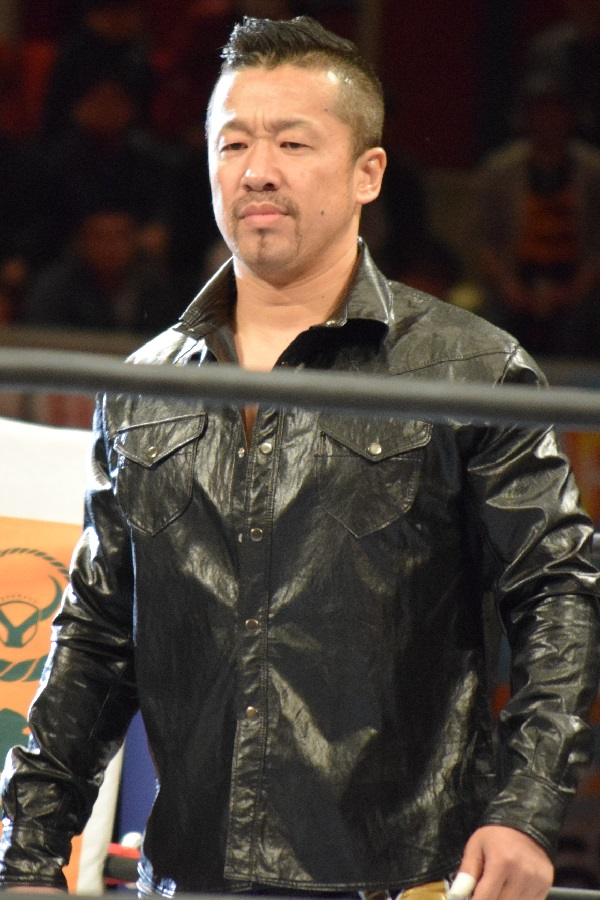
Yoshinobu Kanemaru, qui a rejoint le groupe à la Pro Wrestling Noah

Le 31 janvier 2016, Takashi Sugiura bat Naomichi Marufuji pour remporter le GHC Heavyweight Championship avec l'aide Lance Archer et Minoru Suzuki et ramène le titre à Suzuki-gun,. Avant le show, Suzuki a taquiné la possibilité qu'il y ait un autre traître au sein de la Noah. Au cours de son match avec Gō Shiozaki, Yoshinobu Kanemaru se révèle comme le traître en se retournant contre Shiozaki, aidant Suzuki à gagner le match et rejoignant Suzuki-gun. Le 24 février, Yoshinobu Kanemaru bat Taiji Ishimori avec l'aide de ses nouveaux partenaires pour remporter le GHC Junior Heavyweight Championship,,.
Le 23 octobre, Takashi Sugiura perd le GHC Heavyweight Championship contre Katsuhiko Nakajima,.
Le 23 novembre, K.E.S bat Naomichi Marufuji et Toru Yano et remportent les GHC Tag Team Championship pour la deuxième fois,. Le même jour, Minoru Suzuki bat Masa Kitamiya en finale du Global League 2016 pour remporter le tournoi, et après sa victoire, conteste Katsuhiko Nakajima à un Loser Leaves Noah match pour le 2 décembre. Le 2 décembre, Minoru Suzuki perd contre Katsuhiko Nakajima et ne remporte pas le GHC Heavyweight Championship. Après le match, Suzuki-gun entre dans le ring pour montrer leur soutien envers Suzuki, mais Takashi Sugiura se retourne contre Suzuki-gun, attaquant chacun de ses partenaires et quitte le groupe,.Le lendemain, K.E.S perd les GHC Tag Team Championship contre Gō Shiozaki et Maybach Taniguchi et Minoru Suzuki perd contre Takashi Sugiura lors du main event du show.

### Retour à la New Japan Pro Wrestling (2017-…)

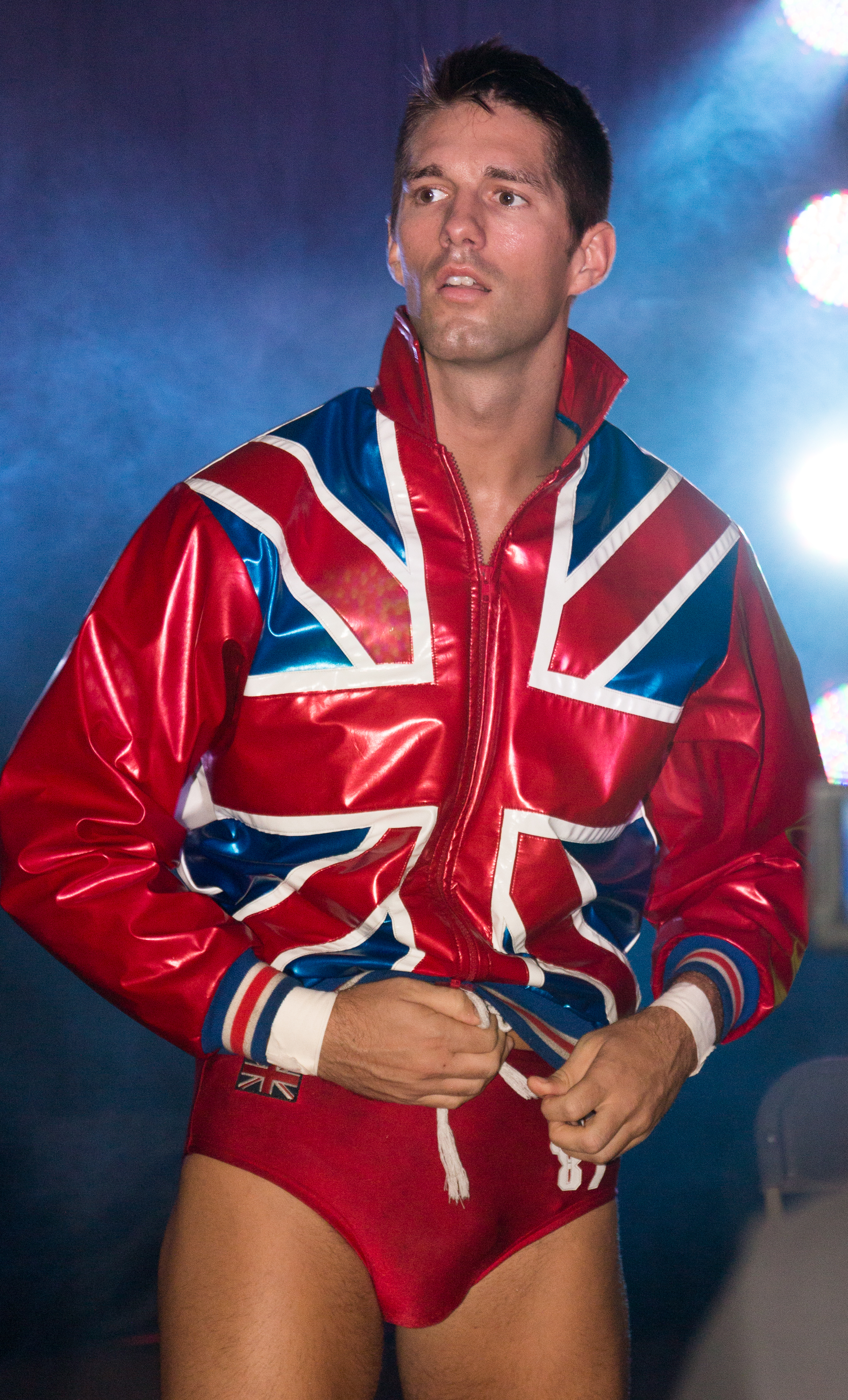
Zack Sabre, Jr., le premier anglais membre du groupe

Le 5 janvier 2017, Suzuki-gun fait son retour à NJPW après deux ans d'absence, avec les huit membres attaquant le groupe Chaos et les Young-Lions de la fédération avec Suzuki ciblant principalement le IWGP Heavyweight Champion Kazuchika Okada et Archer et Smitch ciblant principalement les IWGP Tag Team Champions, Tomohiro Ishii et Toru Yano. Suzuki a ensuite déclaré la guerre à tout le roster de la NJPW, y compris les groupes Chaos, Bullet Club et Los Ingobernables de Japón, déclarant que Suzuki-gun allait remporter tous les titres de la fédération.
Lors de NJPW 45th anniversary show, Taichi et Yoshinobu Kanemaru battent Roppongi Vice (Baretta et Rocky Romero) et remportent les IWGP Junior Heavyweight Tag Team Championship. Plus tard dans le show, Minoru Suzuki et Davey Boy Smith Jr. aident Zack Sabre, Jr. à battre Katsuyori Shibata pour le RPW British Heavyweight Championship avec Sabre rejoignant le groupe dans le processus. Le lendemain, Zack Sabre, Jr., El Desperado, Taichi et Yoshinobu Kanemaru battent Chaos (Baretta, Gedo, Hirooki Goto et Jado) avec Sabre rivant les épaules de Goto pour remporter le match. Lors de Sakura Genesis 2017, Zack Sabre, Jr. perd contre Hirooki Goto et ne remporte pas le NEVER Openweight Championship. Le 27 avril, Taichi et Yoshinobu Kanemaru perdent les IWGP Junior Heavyweight Tag Team Championship contre Roppongi Vice tandis que Minoru Suzuki bat Hirooki Goto et remporte le NEVER Openweight Championship.
Lors de RevPro High Stakes 2018, Minoru Suzuki et Zack Sabre, Jr. battent Moustache Mountain (Trent Seven et Tyler Bate) et remportent les RPW Undisputed British Tag Team Championship. Lors de The New Beginning In Sapporo 2018 - Tag 1, Minoru Suzuki repondit rapidement de sa défaite de Wrestle Kingdim 12 en battant Hiroshi Tanahashi pour remporter le IWGP Intercontinental Championship. Lors de 46th Anniversary Show, El Desperado et Yoshinobu Kanemaru battent Roppongi 3K (Sho et Yoh) et Los Ingobernables de Japón (Bushi et Hiromu Takahashi) dans un Three Way Match et remportent les IWGP Junior Heavyweight Tag Team Championship.

#### Retraite de Takashi Iizuka et poursuite des championnats (2019-...)
Lors de Wrestling Dontaku 2019 - Tag 1, Taichi bat Jeff Cobb et remporte le NEVER Openweight Championship pour la deuxième fois.
Lors de King Of Pro Wrestling 2019, El Desperado effectue son retour de blessure et avec Yoshinobu Kanemaru ils battent Roppongi 3K, Minoru Suzuki bat Jushin Thunder Liger puis Lance Archer bat Juice Robinson dans un No Disqualification Match pour remporter le vacant IWGP United States Heavyweight Championship,.
Lors de Dominion in Osaka-jo Hall, Taichi et Zack Sabre, Jr. battent Golden☆Ace (Hiroshi Tanahashi et Kōta Ibushi) et remportent les IWGP Tag Team Championship.
Lors de Summer Struggle in Jingu, Minoru Suzuki bat Shingo Takagi et remporte le NEVER Openweight Championship pour la deuxième fois tandis que Taichi et Zack Sabre, Jr. conservent les IWGP Tag Team Championship contre Golden☆Ace,.
Le 11 septembre, El Desperado et Yoshinobu Kanemaru battent Los Ingobernables de Japón (Bushi et Hiromu Takahashi) en finale d'un tournoi et remportent les vacants IWGP Junior Heavyweight Tag Team Championship pour la deuxième fois.
Le 23 janvier 2021, El Desperado et Yoshinobu Kanemaru perdent les IWGP Junior Heavyweight Tag Team Championship contre Bullet Club (El Phantasmo et Taiji Ishimori). Le 25 février, ils battent Bullet Club (El Phantasmo et Taiji Ishimori) et remportent les IWGP Junior Heavyweight Tag Team Championship pour la troisième fois. Lors de Castle Attack - Tag 2, El Desperado bat Bushi et El Phantasmo pour remporter le vacant IWGP Junior Heavyweight Championship, devenant double champion.
Le 17 août, El Desperado et Yoshinobu Kanemaru battent Bullet Club (El Phantasmo et Taiji Ishimori) en finale du Super Jr. Tag League pour remporter le tournoi,.

## Membres du groupe

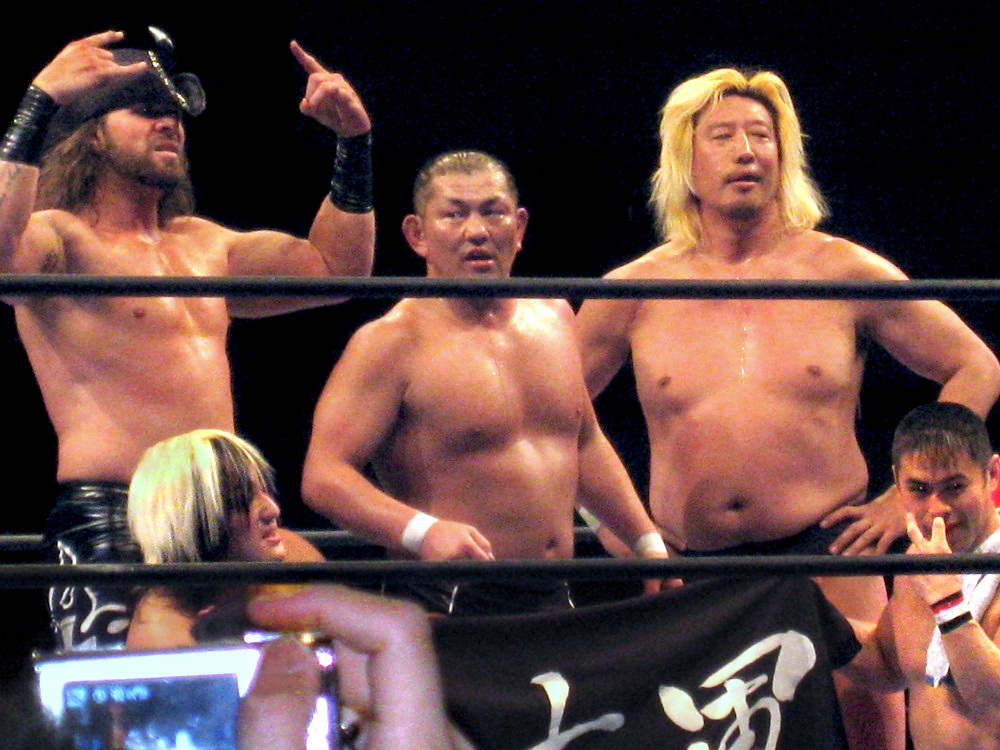
Suzuki-gun en 2012 : (de gauche à droite) Lance Archer, Taichi, Minoru Suzuki, Yoshihiro Takayama et Taka Michinoku.

| Identité,                 | Arrivée                       | Départ                      | Notes                        |
| ------------------------- | ----------------------------- | --------------------------- | ---------------------------- |
| Minoru Suzuki             | 3 mai 2011                    |                             | 2d leader                    |
| Taka Michinoku            | 28 janvier 2011               |                             |                              |
| Taichi                    | 28 janvier 2011               |                             |                              |
| Lance Archer              | 15 mai 2011                   | 20 février 2020             | Membre du Killer Elite Squad |
| Davey Boy Smith Jr.       | 7 septembre 2012              | 16 juin 2019                | Membre du Killer Elite Squad |
| Shelton X Benjamin        | 20 avril 2013                 | 26 juillet 2016             |                              |
| Takashi Iizuka            | 25 mai 2014                   | 21 février 2019             |                              |
| El Desperado              | 4 juillet 2014                |                             |                              |
| Takashi Sugiura           | 23 décembre 2015              | 2 décembre 2016             |                              |
| Yoshinobu Kanemaru        | 31 janvier 2016               |                             |                              |
| Zack Sabre, Jr.           | 6 mars 2017                   |                             |                              |
| Satoshi Kojima            | 28 janvier 2011               | 3 mai 2011                  | 1er leader - Fondateur       |
| Nosawa Rongai/Black Tiger | 28 janvier 2011 15 avril 2012 | 20 février 2011 25 mai 2012 |                              |
| Montel Vontavious Porter  | 20 février 2011               | 3 mai 2011                  |                              |
| Yoshihiro Takayama        | 10 octobre 2011               | 5 avril 2013                |                              |
| Kengo Mashimo             | 7 septembre 2012              | 3 mars 2013                 |                              |
| Hiro Tonai (ja)           | 2 février 2013                | 12 février 2013             |                              |
| Douki                     | 5 juin 2019                   |                             |                              |

## Palmarès
Kojima-gun
- New Japan Pro Wrestling
  - 1 fois IWGP Heavyweight Championship – Satoshi Kojima

Suzuki-gun
- Evolve Wrestling
  - 1 fois Evolve Championship - Zack Sabre, Jr.

- National Wrestling Alliance
  - 2 fois NWA World Tag Team Championship - Davey Boy Smith Jr. et Lance Archer

- New Japan Pro Wrestling
  - 6 fois IWGP Junior Heavyweight Tag Team Championship – Taichi et Taka Michinoku (1), Taichi et Yoshinobu Kanemaru (1) et El Desperado et Yoshinobu Kanemaru (4)
  - 6 fois IWGP Tag Team Championship – Davey Boy Smith Jr. et Lance Archer (3), Taichi et Zack Sabre Jr. (3)
  - 1 fois IWGP Junior Heavyweight Championship – El Desperado
  - 1 fois IWGP United States Heavyweight Championship – Lance Archer
  - 1 fois IWGP Intercontinental Championship – Minoru Suzuki
  - 4 fois NEVER Openweight Championship – Minoru Suzuki (2) et Taichi (2)
  - G1 Tag League (2011) – Minoru Suzuki et Lance Archer
  - Road to the Super Jr. 2 Days Tournament (2011) - Taichi
  - Super Jr. Tag League (2021) - El Desperado et Yoshinobu Kanemaru
  - New Japan Cup (2022) - Zack Sabre Jr.

- Pro Wrestling Guerrilla
  - 1 fois PWG World Champion - Zack Sabre, Jr.

- Pro Wrestling NOAH
  - 3 fois GHC Heavyweight Championship - Minoru Suzuki (1) et Takashi Sugiura (2)
  - 2 fois GHC Junior Heavyweight Championship - Taichi (1) et Yoshinobu Kanemaru (1)
  - 2 fois GHC Tag Team Championship – Davey Boy Smith Jr. et Lance Archer
  - 1 fois GHC Junior Heavyweight Tag Team Championship - El Desperado et Taka Michinoku
  - Global League Tournament (2016) - Minoru Suzuki

- Revolution Pro Wrestling
  - 5 fois RPW British Heavyweight Championship - Zack Sabre, Jr. (4) et Minoru Suzuki (1)
  - 1 fois RPW Undisputed British Tag Team Championship - Minoru Suzuki et Zack Sabre, Jr.

- Ring of Honor
  - 1 fois ROH World Television Championship - Minoru Suzuki

- Wrestling Observer Newsletter
  - Match de l'année (2012) Suzuki vs. Hiroshi Tanahashi le 8 octobre
  - Match de l'année (2014) Suzuki vs. A.J. Styles le 1er août